# Theodore Shackley
Theodore «Ted» Shackley (16 de julio de 1927 - 9 de diciembre de 2002) fue un oficial estadounidense de la CIA involucrado en las más importantes y controvertidas operaciones de la CIA durante las décadas de 1960 y 1970. Es conocido comúnmente como el «Fantasma Rubio» (Blond Ghost) debido a su aversión a ser fotografiado.
Contrajo matrimonio en 1961 con Hazel Tindol, y falleció el 9 de diciembre de 2002 tras una larga lucha contra el cáncer.

## Marco histórico
Su trabajo incluyó ser jefe de la Estación CIA en Miami (JMWAVE) a principios de los 1960s durante la Crisis de los misiles, tanto de la Operación Mangosta, la cual dirigió. Fue director además del controvertido Programa Phoenix durante la Guerra de Vietnam, además de ser el Jefe de la estación de la CIA en Laos entre 1966-1968 (Operación Estrella Blanca), y jefe de la estación de Saigón desde 1968 hasta febrero de 1972. En 1976, fue nombrado Director delegado asociado de Operaciones, a cargo de las operaciones clandestinas de la CIA de forma global.
famoso por estar involucrado profundamente en operaciones clandestinas de la CIA, como «Phoenix» y «Mangosta», además de haber sido denunciado participando en muchas otras. Las denominadas «Black Ops» son operaciones encubiertas muy controvertidas que involucraban asesinatos y otros tipos, como sabotaje de gobiernos extranjeros o jefes de estados, además de apoyar a la resistencia de los que se oponían al Gobierno o al Jefe de Estado.

### Primeros años
Shackley nació el 16 de julio de 1927, y creció en West Palm Beach, Florida. Su madre era una judía polaca. y pasó gran parte de su infancia con su abuela materna Aprendió a hablar alemán fluidamente con ella desde sus primeros años lo que le fue particularmente útil en sus años en la CIA.

### Carrera militar
Se enroló en el Ejército en octubre de 1945, participando como parte de la fuerza de ocupación aliada en Alemania, tras completar su entrenamiento básico. Debido a su conocimiento del idioma polaco (su madre era una inmigrante polaca), se convirtió en recluta de la Contrainteligencia del Ejército, cursando estudios en la Universidad de Maryland y regresando a Alemania como segundo teniente en 1951. Nuevamente desempeñó labores como miembro de contrainteligencia del ejército, donde empleo sus habilidades lingüísticas en la captación de agentes polacos. En esta época fue cuando fue reclutado por la CIA, y en 1953 fue asignado para trabajar bajo la supervisión de William Harvey en la estación CIA en Berlín.

### Miami y la crisis cubana
Shackley fue jefe de estación de la CIA en Miami entre 1962 y 1965. Conocida como «JMWAVE» poco antes de la invasión de Bahía de Cochinos. Shackley organizaba las operaciones contra Cuba (junto con Edward Lansdale). JM/WAVE empleaba más de 200 agentes de la CIA, los cuales controlaban aproximadamente a 2000 agentes cubanos. Esto incluía la famosa «Operación Mongoose» (The Cuban Project), cuyo propósito era «ayudar a Cuba a derrocar el régimen comunista de Fidel Castro Ruz». Durante este periodo, como Jefe de la estación de Miami, Shackley estuvo a cargo de aproximadamente 400 agentes y personal operativo (además de una gran flotilla de botes y lanchas rápidas), y su permanencia aquí abarcó la Crisis de los misiles de octubre de 1962.

### Vietnam, Laos y el Programa Phoenix
En 1966, Shackley fue trasladado a la Guerra de Vietnam, convirtiéndose en el Jefe de la Estación de la CIA en Laos entre 1966 y 1968, donde dirigió la guerra secreta de la CIA mediante emboscadas con los aldeanos Hmong contra el Vietcong que utilizaba la ruta Ho Chi Minh. Aquí Shackley entabló amistad con el Señor de la Guerra y del opio Hmong, el General Vang Pao. Según Alfred W. McCoy en su libro The Politics of Heroin: CIA Complicity in the Global Drug Trade, Shackley y Clines arreglaron una reunión en Saigón en 1968 entre Santo Trafficante y Vang Pao para establecer una operación de tráfico de heroína desde el sudeste asiático a Estados Unidos.
Posteriormente se traslada para convertirse en jefe de la estación de Vietnam (en lo que entonces era Saigón) en 1968. A pesar de la opinión generalizada, Shackley no puso en marcha el programa Phoenix, que consistía en una campaña de asesinatos incorporando escuadrones de la muerte dirigidos contra miembros de la infraestructura del Viet Cong no combatiente, en la que se denunció que miles de civiles fueron asesinados, aunque no existen evidencias históricas. En 1970, después de que la Operación Águila de la Oficina de Narcóticos de Estados Unidos desbarató un entramado de tráfico de narcóticos, varios de los cubano-estadounidenses involucrados en Bahía de Cochinos fueron a trabajar para Shackley y Donald Gregg en Vietnam, incluyendo a Félix Ismael Rodríguez. El programa Phoenix era supervisado por los ejércitos de Estados Unidos y Vietnam del Sur, aunque posteriormente fue considerado un «fracaso» y contraproducente en términos de producción de propaganda negativa. Permaneció hasta febrero de 1972, cuando regresó a Langley.

### División del Hemisferio Occidental y Chile
Desde 1972, Shackley manejó la División del Hemisferio Occidental de la CIA. Uno de los trabajos del Shackley como encargado de división del hemisferio occidental de la CIA fue desacreditar al exagente de la CIA que desertó a la KGB, Philip Agee, quien estaba escribiendo una "exposición" de la CIA titulada Dentro de la compañía. Después de esfuerzos de Shackley para desacreditar a Agee, las partes del libro que habría causado más daño a la reputación de la CIA no se incluyeron.
Fue el encargado de la desestabilización contra Salvador Allende, presidente de Chile (ver: Intervención estadounidense en Chile / Proyecto FUBELT).

### Director Delegado de Operaciones encubiertas
En mayo de 1976, Shackley se hizo Director Adjunto de operaciones encubiertas, sirviendo bajo la dirección de George H.W. Bush, antes de retirarse oficialmente de la organización en 1979. Sin embargo, se ha informado ampliamente que en realidad fue forzado a salir de la organización por el sucesor de Bush como Director, Stansfield Turner. Turner desaprobaba la estrecha participación de Shackley con el agente Edwin P. Wilson y exempleado de la CIA, Frank Terpil. Wilson fue condenado más tarde en 1982 por la venta de 22 toneladas de explosivo plástico C-4 a la Libia de Muammar al-Gadafi, y también la exportación de armas. La convicción sobre la carga de explosivos se revirtió el 29 de octubre de 2003. Sin embargo, en medio de este escándalo, Shackley fue relevado de su cargo de encargado adjunto en diciembre de 1977, y cuando la administración Carter anunció amplios recortes a la red de agentes e informantes de la CIA, Shackley finalmente abandonó la organización.

### Sorpresa de Octubre
A pesar de su retiro en 1979, la controversia continuó rodeando a Shackley sobre la presunta participación en la "sorpresa de octubre" de 1980 y más tarde el asunto Irán-contras de mediados de los años ochenta.
Esperaba volver a la Agencia, y según Rafael Quintero, durante la campaña presidencial de 1980, Shackley se reunió con Bush casi cada semana y su esposa, Hazel, también hizo campaña para Bush.

### Irán-Contra
El 16 de marzo de 1984, William Francis Buckley, un diplomático adjunto a la Embajada de Estados Unidos en Beirut fue secuestrado por Hezbolá, un grupo chiita fundamentalista con fuertes vínculos con el régimen de Jomeini. Buckley fue torturado y pronto descubrieron que él era el jefe de estación de la CIA en Beirut.
William Casey pidió a Shackley ayuda para obtener la libertad de Buckley. Shackley se horrorizó cuando descubrió que había sido capturado Buckley. Buckley fue miembro del equipo secreto de Shackley que incluía a Edwin Wilson, Thomas Clines, Carl E.Jenkins, Félix Ismael Rodríguez y Luis Posada Carriles, David Morales, Raphael Chi Chi Quintero, Richard L. Armitage, Erich von Marbod y Harry Aderholt, entre otros.
Tres semanas después de la desaparición de Buckley, el Presidente Ronald Reagan firmó la directiva 138 de seguridad nacional. Esta directiva fue redactada por Oliver North y esbozaba planes sobre cómo conseguir a los rehenes estadounidenses procedentes de Irán y «neutralizar» las «amenazas terroristas» de países como Nicaragua. Esta nueva fuerza de tarea antiterrorista secreta fue encabezada por el viejo amigo de Shackley, el General Richard Secord. Este fue el comienzo de la operación Irán-contras.
En noviembre de 1985, Shackley viajó a Hamburgo, donde conoció a General Manucher Hashemi, exjefe de la División de contrainteligencia de la SAVAK en el Hotel Atlántico. También en la sesión celebrada el 22 de noviembre fue Manucher Ghorbanifar. Según el informe de esta reunión que Shackley envió a la CIA, Ghorbanifar tenía contactos "fantásticos" con Irán.
En la reunión Shackley dijo a Hashemi y Ghorbanifar que Estados Unidos estaba dispuesto a discutir los envíos de armas a cambio de los cuatro norteamericanos secuestrados en el Líbano. El problema con el trato propuesto era que ya estaba muerto William Francis Buckley (había muerto de un ataque al corazón mientras era torturado).
Shackley reclutó a algunos de los exmiembros de su equipo de secreto de la CIA para ayudarlo con estas ofertas de tráfico de armas . Esto incluyó Thomas Clines, Rafael Quintero, Ricardo Chávez y Edwin Wilson de API Distributors. También participó Carl E. Jenkins y Gene Wheaton de National Air. El plan era utilizar National Air para transportar las armas.
El 5 de octubre de 1986, una patrulla sandinista en Nicaragua derribó un avión de carga C-123 K que estaba suministrando a los Contras.
Eugene Hasenfus, un veterano de Air America, sobrevivió al accidente y dijo a sus captores que pensó que la CIA estaba detrás de la operación. Esto dio lugar a que los periodistas pudieran identificar a Rafael Quintero y Félix Rodríguez como los dos cubano-estadounidenses mencionados por Hasenfus. Gradualmente se desprendió que Thomas Clines, Oliver North, Edwin Wilson y Richard Secord también participaron en esta conspiración para proporcionar armas a los Contras.
El 12 de diciembre de 1986, Daniel Sheehan había presentado a la corte una declaración jurada detallando el escándalo Irangate. También afirmó que Shackley y Thomas Clines fueron ejecutando un programa de asesinatos privado que había evolucionado desde proyectos que manejaban mientras trabajaban para la CIA. Otros nombres como parte de este equipo de asesinato incluían a Rafael Quintero, Richard Secord, Félix Rodríguez y Alberto Hakim. Más tarde surgió que Gene Wheaton y Carl E. Jenkins fueron las dos principales fuentes de esta declaración jurada

### Desarrollos relacionados
- Nugan Hand Bank
- Banco Internacional de Crédito y Comercio
- Tráfico de drogas de la CIA
- Conexión francesa
- Conferencia de La Habana
- Guerras del Opio
- Operación 40
- The Politics of Heroin in Southeast Asia. CIA complicity in the global drug trade
- Barry & 'the Boys' : The CIA, the Mob and America's Secret History
- Intervención estadounidense en Chile

### Artículos similares
- The French Connection
- Reunión en el Grand Hotel des Palmes

### Listas relacionadas
- Anexo:Bibliografía sobre la CIA